# Вільянуева-дель-Ріо-і-Мінас
Вільянуева-дель-Ріо-і-Мінас (ісп. Villanueva del Río y Minas) — муніципалітет в Іспанії, у складі автономної спільноти Андалусія, у провінції Севілья. Населення — 5260 осіб (2010).
Муніципалітет розташований на відстані близько 350 км на південний захід від Мадрида, 39 км на північний схід від Севільї.
На території муніципалітету розташовані такі населені пункти: (дані про населення за 2010 рік)
- Вільянуева-дель-Ріо: 626 осіб
- Вільянуева-дель-Ріо-і-Мінас: 4634 особи

## Демографія
Динаміка населення (INE ):